# Schlossbrauerei Rheder

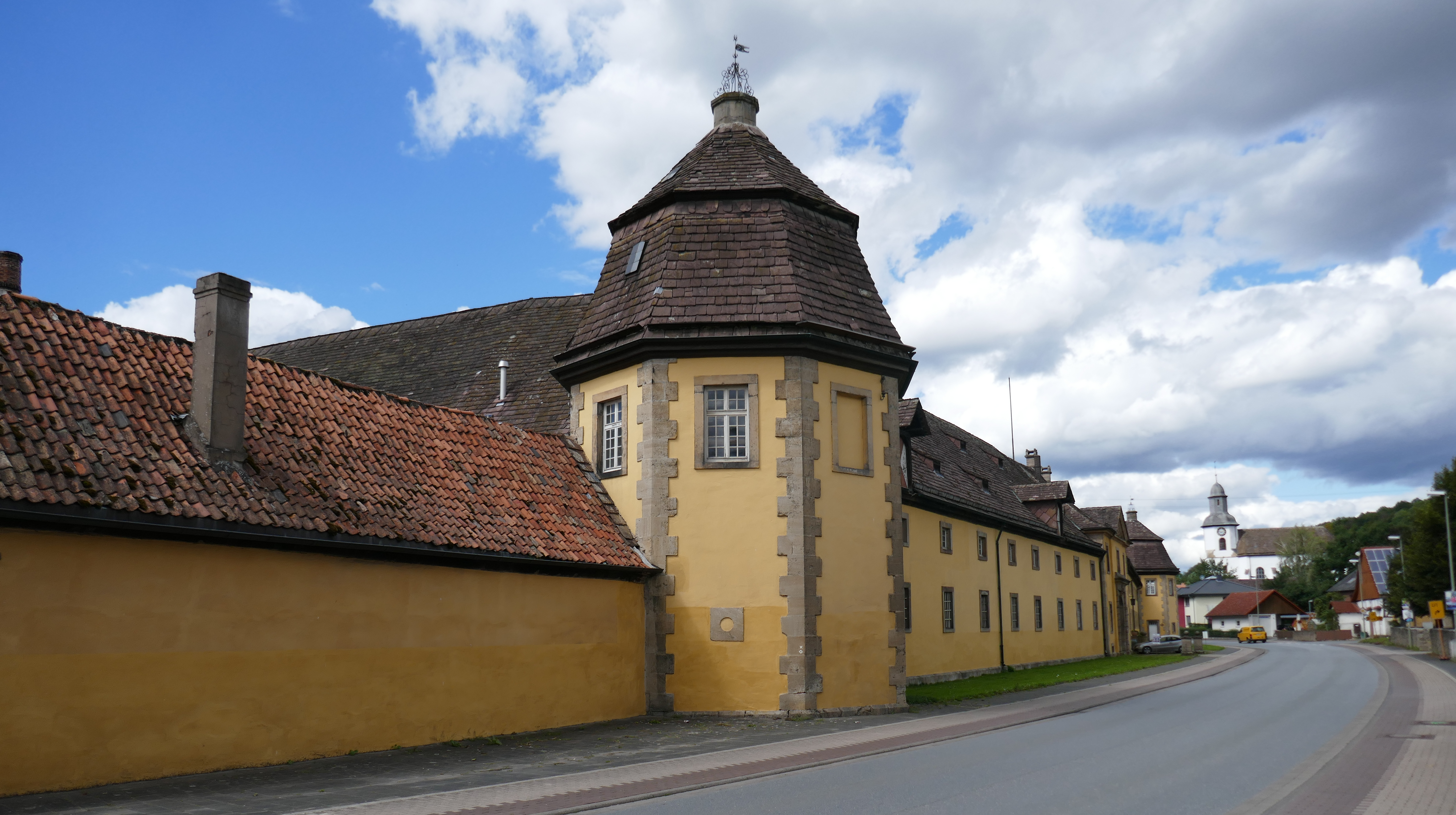
Vorburg des Schlosses Rheder

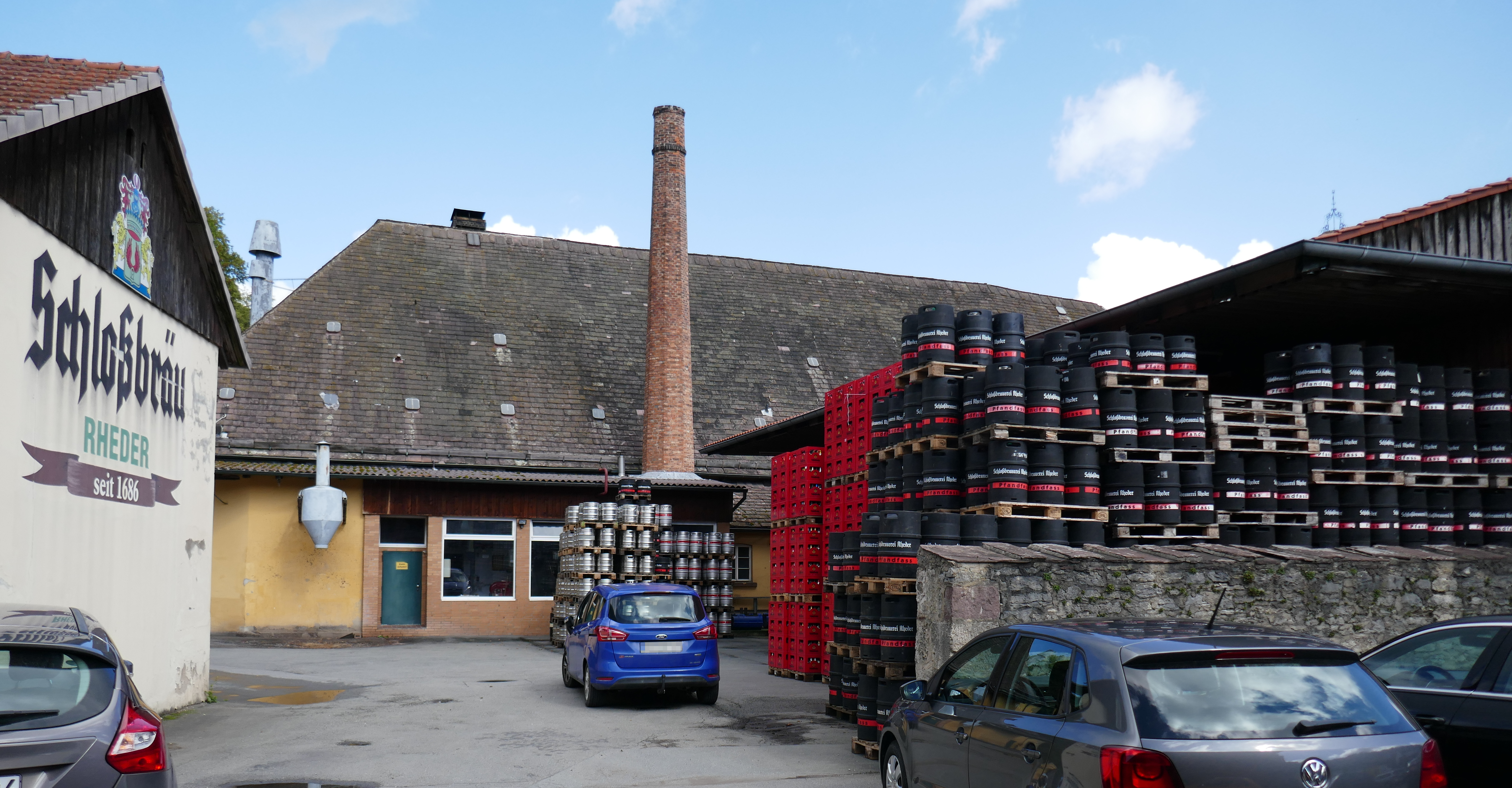
Brauerei in der Vorburg

Die Schlossbrauerei Rheder ist eine Brauerei im ostwestfälischen Rheder im Tal der Nethe, einem Stadtteil von Brakel im Kreis Höxter. Die Brauerei hat ihren Standort in der Vorburg des Schlosses Rheder.

## Geschichte
Die Familie der Freiherren von Spiegel und Mengersen siedelte bereits um 1400 nach Rheder. Sie verwaltete die Güter des Hochstifts Paderborn und des Damenstiftes Neuenheerse. Die Ortschaft Rheder wurde erstmals um 1120 urkundlich erwähnt.
Am 2. Juli 1686 wurde Christian Falcko Freiherr von Mengersen, Besitzer des Rittergutes Rheder, vom damaligen Fürstbischof von Paderborn das Recht verliehen und verbrieft, in Rheder „Bier zu browen und auszuschenken“. Die Schloßbrauerei Rheder blieb 328 Jahre im Familienbesitz der Freiherren von Spiegel und Mengersen.

## Produkte

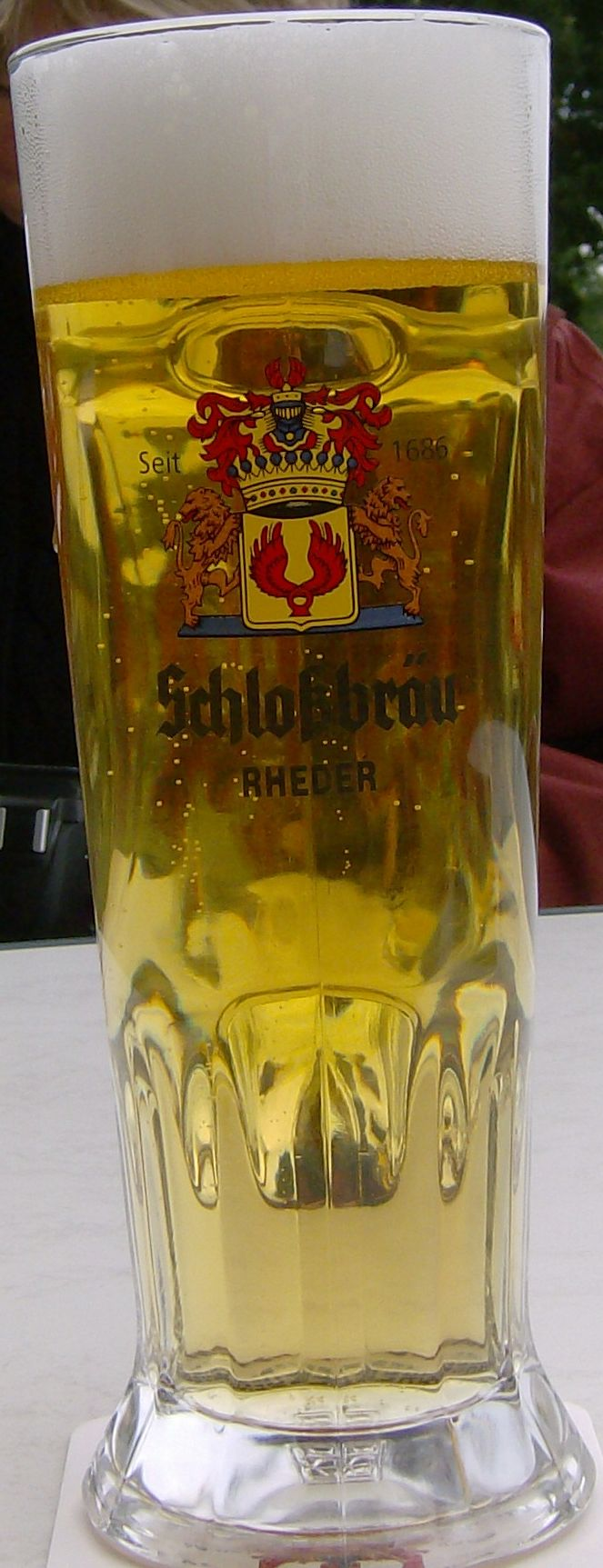
Schloßbräu Rheder im Glas

Die Brauerei bietet die folgenden Biersorten und Limonaden an:
- Schloßbräu Rheder Pils
- Rheder Pils alkoholfrei
- St. Annen dunkel
- Schloßbräu Doppelbock
- Schloßbräu Husarentrunk
- Schloßbräu Husarentrunk Gold
- Rheder Weizen
- Schloßbräu Rheder Malz
- Rheder Hell
- Hefe-Weizen
- Hefe-Weizen alkoholfrei
- 333 Jubiläumsbier 1686
- Radler
- Annen-Limo Orange
- Annen-Limo Zitrone
- Annen-Cola

## Schloßbräu Rheder Pils
Das Brauwasser für Schloßbräu Rheder Pils stammt aus dem nahe gelegenen Naturschutzgebiet Nethe, unterhalb des Siesebergs. Die Braugerste wird vor Ort verarbeitet. Braumeister des Unternehmens ist Joachim Corves.

## Bierausstoß
Jährlich braut die Gräflich von Mengersen'sche Dampfbrauerei Rheder 30.000 Hektoliter Bier und füllt ca. 5 Millionen Flaschen ab.